# Türkisches Zivilgesetzbuch
Das Türkische Zivilgesetzbuch (türkisch Türk Medenî Kanunu; Abkürzung TMK, im deutschsprachigen Raum auch tZGB) vom 22. November 2001 ist die Kodifikation der zentralen Teile des türkischen Privatrechts. Ausgegliedert mit dem Obligationenrecht (Türk Borçlar Kanunu) ist das Recht der Schuldverhältnisse.

## Geschichte
Das erste türkische Zivilgesetzbuch war die in den Jahren 1869 bis 1876 maßgeblich unter der Federführung Ahmed Cevdet Paschas entstandene Mecelle, die vermögensrechtliche Bestimmungen des islamischen Rechts umfasste. Nach der Niederlage im Ersten Weltkrieg und dem folgenden sogenannten Befreiungskrieg unter der Führung Mustafa Kemal Paschas wurde die Türkei völkerrechtlich im Vertrag von Lausanne zur Neuordnung ihres Rechts- und Justizwesens verpflichtet. Nachdem am 29. Oktober 1923 die Republik als Staatsform ausgerufen wurde, trat am 4. Oktober 1926 das türkische Zivilgesetzbuch (osmanisch تورك قانون مدنیسی İA Türk Ḳānūn-ı Medenīsi), eine Übersetzung des Schweizerischen Zivilgesetzbuches nach dessen französischsprachiger Ausgabe, in Kraft. Zum selben Datum wurde die Mecelle mit Art. 43 i. V. m. Art. 48 des Gesetzes Nr. 864 vom 29. Mai 1926 über das In-Kraft-Treten und die Form der Anwendung des Zivilgesetzbuches außer Kraft gesetzt und somit der islamische Rechtskreis endgültig verlassen.
Das Türk Kanunu Medenîsi wurde im Mai 1988, November 1990 und Mai 1997 novelliert. Am 1. Januar 2002 trat schließlich eine Neufassung in Kraft.

## Gliederung
Das tZGB ist nach einer Einleitung (Başlangıç; Art. 1–7) in vier Bücher (Kitap) unterteilt:
- Personenrecht (Kişiler Hukuku; Art. 8–117)
- Familienrecht (Aile Hukuku; Art. 118–494)
- Erbrecht (Miras Hukuku; Art. 495–682)
- Sachenrecht (Eşya Hukuku; Art. 683–1030)